# Goodbye (canción de Night Ranger)
«Goodbye» —en español: «Adiós»— es un tema interpretado por la banda estadounidense de hard rock Night Ranger y fue escrito por Jack Blades y Jeff Watson. Es la décima pista del álbum Seven Wishes, publicado por MCA Records en 1985.

## Descripción y publicación
La canción fue lanzada como el tercer sencillo y último de 7 Wishes en 1985 en formato de siete y doce pulgadas, siendo producido por Pat Glasser. La versión de 7 pulgadas numera la melodía «Seven Wishes» —traducido del inglés: «Siete deseos»—, compuesta por Blades, mientras que la edición de doce pulgadas es promocional y contiene el tema principal en ambas caras del vinilo.

## Recepción
Al igual que con los dos sencillos anteriores del álbum, «Goodbye» consiguió entrar en un par de listados del Billboard estadounidense, ubicándose en los lugares 16.º y 17.º del Mainstream Rock Tracks y Hot 100 respectivamente. En Canadá, este tema se colocó en la 86.ª posición en la lista de las cien canciones más populares según la revista RPM Magazine en enero de 1986.

## Listado de canciones
Versión comercial

| Cara A |           |                           |          |  |
| N.º    | Título    | Escritor(es)              | Duración |  |
| 1.     | «Goodbye» | Jack Blades / Jeff Watson | 4:20     |  |

| Cara B |                |              |          |  |
| N.º    | Título         | Escritor(es) | Duración |  |
| 2.     | «Seven Wishes» | Jack Blades  | 4:52     |  |
| 9:12   |                |              |          |  |

Versión promocional

| Cara A |                            |                 |          |  |
| N.º    | Título                     | Escritor(es)    | Duración |  |
| 1.     | «Goodbye» (versión normal) | Blades / Watson | 4:20     |  |

| Cara B |                           |                 |          |  |
| N.º    | Título                    | Escritor(es)    | Duración |  |
| 2.     | «Goodbye» (versión corta) | Blades / Watson | 3:52     |  |
| 8:12   |                           |                 |          |  |

## Créditos
- Jack Blades — voz principal, bajo y coros.
- Kelly Keagy — voz principal, batería y coros.
- Brad Gillis — guitarra y coros.
- Jeff Watson — guitarra.
- Alan Fitzgerald — piano, teclados y coros.

## Listas
| Año  | País           | Lista                            | Posición máxima |
| ---- | -------------- | -------------------------------- | --------------- |
| 1985 | Estados Unidos | Billboard Hot 100                | 17.º            |
| 1985 | Estados Unidos | Billboard Mainstream Rock Tracks | 16.º            |
| 1986 | Canadá         | RPM Magazine Top 100 Singles     | 86.º            |